# Georg Sperlich

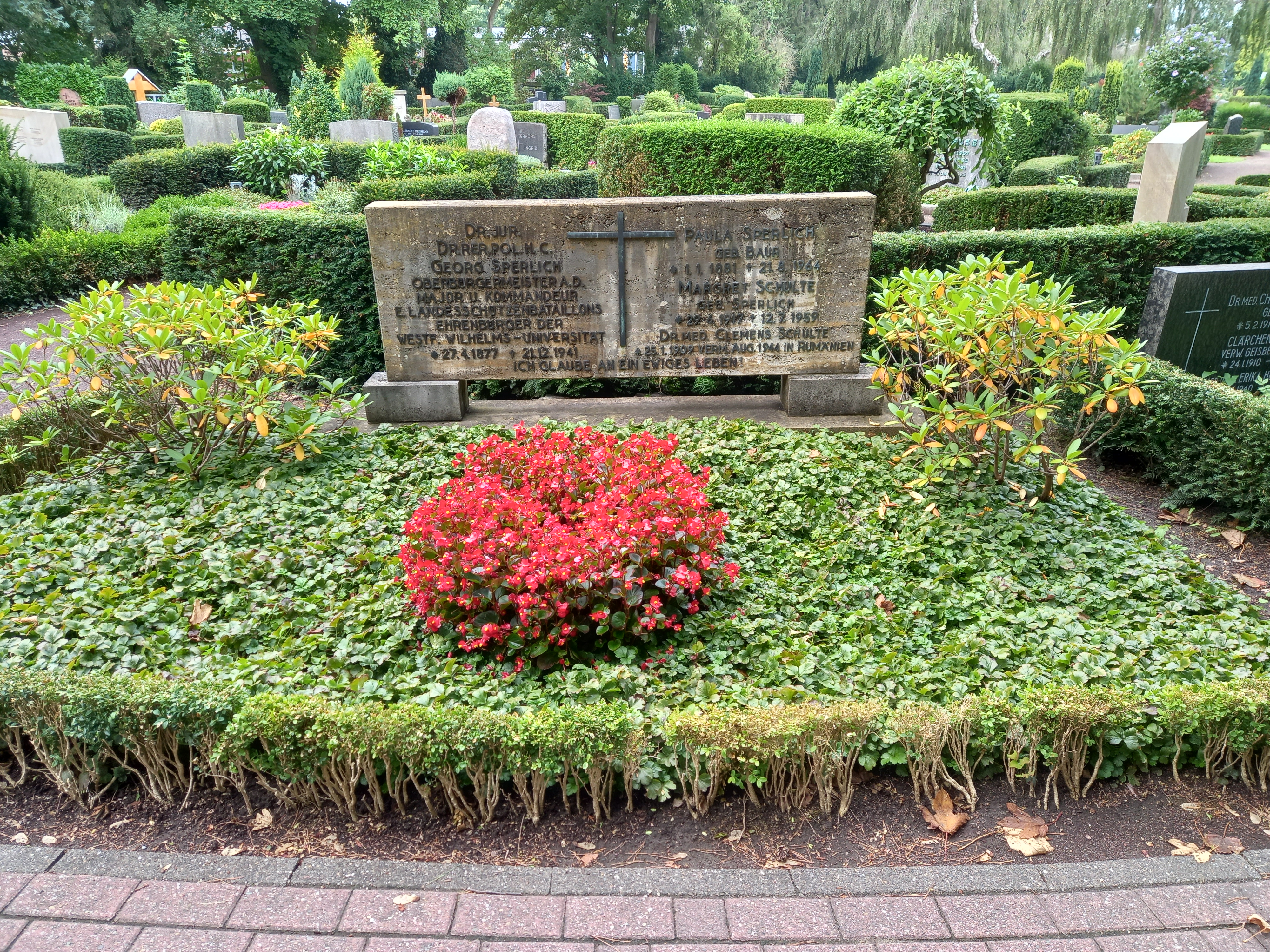
Das Grab von Georg Sperlich und seiner Ehefrau Paula geborene Baur auf dem neuen Friedhof St. Mauritz in Münster

Georg Sperlich (* 27. April 1877 in Beuthen; † 21. Dezember 1941 in Münster) war ein deutscher Jurist.
Sperlich war ab dem 1. September 1909 zunächst als Kämmerer bei der Stadt Münster, bevor er 1919 zum Bürgermeister von Münster gewählt wurde. Er bekleidete das Amt des Oberbürgermeisters der Stadt von 1920 bis 1932.
In seine Amtszeit fällt der Ausbau des Aasees, die Errichtung der Halle Münsterland und des Flugplatzes Loddenheide.
Sperlich war Mitglied der katholischen Studentenverbindungen AV Guestfalia Tübingen, A.V. Silesia Halle, VKDSt Saxonia Münster und A.V. Cheruscia zu Münster im CV. Die Diskussion um den Bau eines neuen Justizgebäudes auf dem Schlossplatz beendete sein Amt als Bürgermeister, als ihm am 27. April 1932 die Unterstützung durch den Hauptmagistrat entzogen wurde.